# FN SCAR
FN SCAR (англ. Special Operations Forces Combat Assault Rifle — боевая штурмовая винтовка для сил специальных операций) — оружейная система, разработанная американским подразделением бельгийской компании FN Herstal для участия в конкурсе на создание нового автомата для бойцов USSOCOM в 2004 году.

## История
В декабре 2004 года данная система была объявлена победителем конкурса, и в настоящий момент винтовки поступают на вооружение рейнджеров США. 
В июле 2007 года вооруженные силы США провели тестирование новых штурмовых винтовок, которые должны были заменить карабин М4. В тесте участвовали немецкая HK416, бельгийская FN SCAR и совместная немецко-американская XM8. Основная часть испытаний проводилась в условиях пустыни. По результатам тестов лучшие результаты показала винтовка FN SCAR. 13 ноября 2008 года Соединенные Штаты официально заявили, что она будет принята на вооружение. В 2010 году FN SCAR была принята на вооружение частей, проходящих службу в Афганистане.
В 2013 году USSOCOM отказались от дальнейших покупок SCAR-L и собираются утилизировать оставшиеся. Вместо этого будут закупаться SCAR-H с набором инструментов конвертации под патрон 5.56 мм, компенсируя отсутствие SCAR-L.

## Достоинства и недостатки

### Достоинства
- Высокая модульность и достаточная универсальность под разные калибры и длину ствола.
- Высокая точность и кучность стрельбы (так на дальности 100 метров серия одиночных выстрелов из Scar-L со стволом 457 мм даёт рассеивание 2,9 см, что является хорошим показателем.
- Невысокий темп стрельбы, а также массивный затвор положительно сказываются на управляемости оружия, из SCAR удобно стрелять во всех режимах огня (с поправкой на мощность патрона).
- Слабая отдача даже при автоматической стрельбе (с поправкой на мощность патрона).
- Эргономика.
- Высокая надежность и неприхотливость в сложных условиях эксплуатации.

### Недостатки
- Сложность в производстве.
- Дороговизна.

## Варианты
В состав системы входят:
- Mk 16 Mod 0, SCAR-L (англ. Light — лёгкий) — автомат калибра 5,56 НАТО, предназначенный для замены М4 и M16.
- Mk 17 Mod 0, SCAR-H (англ. Heavy — тяжёлый) — винтовка калибра 7,62 НАТО, предназначенная для замены M14 и M110 (в версии SSR)
- Mk 20 Mod 0, SCAR SSR (англ. Sniper Support Rifle  — оружие снайперской поддержки) — «снайперский» вариант 7.62-мм автоматической винтовки SCAR-H Mk 17 Mod 0
- Mk 13 Mod 0 или EGLM — гранатомёт, может использоваться в качестве подствольного для обоих вариантов, а также как самостоятельное оружие (при установке на специальный модуль, имеющий приклад и пистолетную рукоятку)[14].

Оба варианта FN SCAR могут иметь три различных конфигурации, различающиеся длиной ствола:
- CQC (Close Quarters Combat — вариант для ближнего боя)
- STD (Standard — стандартный вариант)
- SV (Sniper Variant — снайперский вариант).

Смена ствола возможна силами самого бойца за несколько минут при использовании минимума инструментов (взаимозаменяемость деталей составляет около 90 %).

### Другие варианты
- FN SCAR SSR (англ. Sniper Support Rifle — снайперская винтовка поддержки) — полуавтоматическая снайперская винтовка, в 2010 году принятая на вооружение сил Командования Специальных Операций США (US SOCOM) под индексом Mark 20 (Mk.20 Mod.0). Винтовка может вести одиночный огонь и очередью по два выстрела[15][16].
- FNAC (Advanced Carbine — улучшенный карабин) — упрощённый вариант Mk 16 Standard. Основное отличие — отсутствие возможности быстрой смены ствола. Мушка смонтирована на ствольной коробке, тогда как у Мк 16 — в месте примыкания газоотводной трубки к стволу, имеется крепление для штыка (отсутствующее на Мк 16), рукоять заряжания неподвижна во время стрельбы[17]. FNAC также несколько легче Мк 16: 6,9 фунта (3,1 кг) и 7,2 фунта (3,3 кг) соответственно (для обоих вариантов указан вес оружия без патронов)[18]. Участвовал в конкурсе армии США на замену карабина М4, однако конкурс был закрыт перед объявлением победителя[19].
- FN HAMR (Heat Adaptive Modular Rifle — температурно адаптируемая модульная винтовка) — Инновационная разработка компании FN. FN HAMR по умолчанию, как и большинство автоматов, стреляет с закрытого затвора, что способствует точности огня. Если же в процессе стрельбы температура ствола превышает определённый предел, оружие автоматически переходит в режим стрельбы с открытого затвора (как это характерно для большинства пулемётов), что способствует лучшему охлаждению внутреннего пространства ствольной коробки и позволяет вести огонь длинными очередями. Таким образом HAMR сочетает в себе черты как автоматических винтовок, так и ручных пулемётов. Переключение между этими режимами производит специальный блок расположенный под стволом. Калибр 5,56 мм, стволы длиной 16 дюймов (406,4000000 мм) и 18 дюймов (457,2000000 мм)[20].

В 2008 году HAMR участвовала в конкурсе Infantry Automatic Rifle для Морской пехоты США, который был выигран винтовкой HK416 фирмы Хеклер-Кох (принята на вооружение под обозначением M27).
- FN SCAR PDW (Personal Defense Weapon — оружие личной обороны) — вариант, предназначенный для вооружения экипажей боевых машин, вертолётов, технических специалистов и тому подобное. Основное отличие от базовых модификаций SCAR — короткий ствол длиной 6,75 дюйма (170 мм) и упрощённый, нерегулируемый, выдвижной плечевой упор. Длина с выдвинутым плечевым упором 24,9 дюйма (630 мм), со сложенным упором — 20,5 дюйма (520 мм), вес без патронов 5,5 фунта (2,5 кг), эффективная дальность стрельбы — 200 м[22].

- FN CSR-20 (Compact Sniper Rifle — компактная снайперская винтовка) — самозарядная снайперская винтовка с длиной ствола 20″ (508 мм) под патрон 7,62×51 мм НАТО[23].

## Страны-эксплуатанты
- Бельгия
- Босния и Герцеговина
- Бутан
- Великобритания
- Германия
- Гондурас
- Грузия
- Индия
- Италия
- Кения
- Литва
- Малайзия
- Непал
- Перу
- Польша
- Португалия - 27 февраля 2019 года было объявлено о намерении заменить используемые в войсках автоматы HK G3 на автоматическую винтовку FN SCAR (первыми должны быть перевооружены спецподразделения и воздушно-десантные части)[24].
- Республика Корея[25]
- Сербия 740 SCAR-L.
- США
- Таиланд
- Турция
- Украина: возможное количество винтовок 1,200 единиц в разных модификациях и версиях. SCAR-L и SCAR-H используется спецподразделениями ВСУ во время вторжения России на Украину (2022).

- Филиппины
- Финляндия
- Чили
- Япония.